# Mimeunidia jaguarita
Mimeunidia jaguarita är en skalbaggsart som beskrevs av Stefan von Breuning 1966. Mimeunidia jaguarita ingår i släktet Mimeunidia och familjen långhorningar.
Artens utbredningsområde är Kenya. Inga underarter finns listade i Catalogue of Life.